# Pooncarie Airport
Pooncarie Airport är en flygplats i Australien. Den ligger i kommunen Wentworth och delstaten New South Wales, i den sydöstra delen av landet, omkring 800 kilometer väster om delstatshuvudstaden Sydney. Pooncarie Airport ligger 48 meter över havet.
Trakten runt Pooncarie Airport är nära nog obefolkad, med mindre än två invånare per kvadratkilometer.. Närmaste större samhälle är Pooncarie, nära Pooncarie Airport.
Omgivningarna runt Pooncarie Airport är i huvudsak ett öppet busklandskap. Genomsnittlig årsnederbörd är 321 millimeter. Den regnigaste månaden är februari, med i genomsnitt 99 mm nederbörd, och den torraste är oktober, med 2 mm nederbörd.